# Hubflügelkraftwerk
Ein Hubflügelkraftwerk ist eine technische Vorrichtung zur Umwandlung der kinetischen Energie eines strömenden Mediums in eine Auf-und-ab-Bewegung, aus der mit Hilfe eines Generators elektrische Energie gewonnen wird. Während Windkraft-Hubflügelgeneratoren bisher nur experimentell verwirklicht wurden, befinden sich Hubflügelkraftwerke im Meer und in Binnengewässern bereits im Erprobungsstadium.

## Physikalische Grundlagen
Das Prinzip des Hubflügelkraftwerks besteht in einer Umkehrung des Schlagflug-Wirkprinzips, das von fliegenden Lebewesen (Vögel, Insekten, Fledertiere) und von Ornithopter-Fluggeräten angewandt wird: Während beim Schlagflug Energie aufgewandt werden muss, um den Flügel zu bewegen und so eine Vorwärtsbewegung des Flugobjektes zu erzeugen, kann ein stationäres Objekt in einer Strömung mit einem ähnlichen Flügel der Strömung Energie entziehen.
Aus physikalischer Sicht gibt es dabei keinen grundsätzlichen Unterschied zwischen Windenergie- und Wasserkraftanlagen, da beide auf denselben Gesetzmäßigkeiten basieren. Wasserlebende, tauchende Tiere (wie Fische, Wale, Pinguine, Robben, Biber, Otter …) führen mit ihren Flossen, Gliedmaßen oder Schwänzen prinzipiell dieselbe Bewegung aus wie fliegende Tiere beim Schlagflug. Die 800fach höhere Dichte des Wassers verstärkt den Effekt, die geringere Strömungsgeschwindigkeit schwächt ihn relativ zu dieser wiederum etwas ab. Der Gewinn durch höhere Dichte des Wassers wird dadurch jedoch nicht abgeschwächt, die Relation der Strömungsgeschwindigkeit bezieht sich lediglich auf vergleichbar höhere Geschwindigkeiten in der Luftströmung.